# Banasa packardii
Banasa packardii är en insektsart som beskrevs av Carl Stål 1872. Banasa packardii ingår i släktet Banasa och familjen bärfisar. Inga underarter finns listade i Catalogue of Life.